# Rissoina decussata
Rissoina decussata is een slakkensoort uit de familie van de Rissoidae. De wetenschappelijke naam van de soort werd in 1803 voor het eerst geldig gepubliceerd door George Montagu.